# Une question de diplomatie
Une question de diplomatie (A Question of Diplomacy en version originale) est une nouvelle d'Arthur Conan Doyle parue pour la première fois dans l'hebdomadaire The Illustrated London News à l'été 1892 avant d'être reprise dans le recueil Sous la lampe rouge (Round the Red Lamp) en 1894.
La nouvelle a été traduite en français pour la première fois en 1906 et publiée par Félix Juven sous le titre Une question de diplomatie. La nouvelle a ultérieurement été traduite sous le même titre pour l'édition intégrale des œuvres d'Arthur Conan Doyle éditée par Robert Laffont. Les éditions Actes Sud ont également publié en 2005 la nouvelle dans une réédition du recueil Sous la lampe rouge traduite par Christine Le Bœuf.

## Résumé
Le ministre des affaires étrangères, Lord Charles, est atteint d'une crise de goutte qui l'empêche de sortir de sa chambre. De fort mauvaise humeur, il apprend que Lord Arthur Sibthorpe, le fiancé de sa fille Ida, est venu rendre visite à cette dernière. Lord Charles s'oppose à leur relation par crainte d'une mésalliance tandis que sa femme, Lady Clara, est favorable à cet amour sincère.
Le Premier ministre vient alors rendre visite à son ministre des affaires étrangères. Lors de leur discussion, le Premier ministre informe Lord Charles qu'un poste d'ambassadeur s'est libéré à Tanger et qu'il pensait y nommer Lord Arthur Sibthorpe. Lord Charles est ravi à l'idée d'éloigner ainsi le fiancé d'Ida et donne son assentiment. Lady Clara, en raccompagnant le Premier ministre, obtient la confirmation que Lord Arthur partira pour Tanger dans une semaine.
Peu après arrive Sir William, le médecin de Lord Charles. Avant de l'emmener voir son patient, Lady Clara l'amène auprès d'Ida qui souffre d'une maladie bénigne. En maîtrisant le jeu des questions et des réponses, Lady Clara parvient à faire en sorte que Sir William prescrive à sa fille un séjour à Tanger pour qu'elle y respire un air plus sec. Sir William consulte ensuite Lord Charles et l'informe du traitement qu'il vient de prescrire à sa fille.
Après le départ du médecin, Lord Charles se montre mécontent vis-à-vis de la décision de Sir William. Lady Clara feint l'innocence et parvient à lui faire accepter la prescription du médecin au sujet d'Ida. La question se pose alors de savoir qui accompagnera leur fille dans son voyage. Après avoir proposé un certain nombre de personnes dont Lady Clara sait pertinemment qu'elles ne seront pas disponibles, celle-ci propose qu'Ida soit accompagnée par Lord Arthur. Lord Charles s'y oppose farouchement mais comprend vite que Lady Clara a tout organisé avec subtilité pour assurer un prochain mariage entre Ida et Lord Arthur.
Le ministre s'avoue ainsi vaincu et reconnaît que sa femme est une meilleure diplomate que lui dans le domaine familial.